# Lijst van Russische federale autowegen

Russische federale autowegen

Federale autowegen (Russisch: автомобильные дороги России федерального значения, autowegen van Russisch federaal belang) in Rusland zijn wegen van nationaal en internationaal belang. Deze wegen zijn bij wet vastgesteld. Tijdens de periode van de Sovjet-Unie waren dit magistrales (Oost-Europese benaming voor autosnelwegen) en overige hoofdwegen. Toen Rusland in 1991 een federale staat werd bleef de wegnummering grotendeels gebaseerd op de nummering uit de Sovjet-periode en pas in 2010 begon Rusland met het hernummeren van de federale wegen. Deze hernummering werd voltooid in de periode tussen 2011 en 2018. De M-11 en M-12 zijn nieuw aangelegde wegen met autosnelwegstandaard (tolweg met maximumsnelheid van 130 kilometer per uur en groene wegnummering en bewegwijzering).
| Nummer | Naam                   | Route                                                                                  | Lengte    | Andere wegnummers |
| ------ | ---------------------- | -------------------------------------------------------------------------------------- | --------- | ----------------- |
| M1     | Беларусь • Belarus     | Moskou - Smolensk - Wit-Rusland M1                                                     | 475,7 km  | AH6               |
| M2     | Крым • Krim            | Moskou - Toela - Orjol - Koersk - Belgorod - Oekraïne M20                              | 835,4 km  |                   |
| M3     | Украина • Oekraïne     | Moskou - Naro-Fominsk - Obninsk - Kaloega - Brjansk - Oekraïne M02                     | 474,5 km  |                   |
| M4     | Дон • Don              | Moskou - Voronezj - Rostov aan de Don - Krasnodar - Novorossiejsk                      | 1838,3 km |                   |
| M5     | Урал • Oeral           | Moskou - Rjazan - Penza - Syzran - Toljatti - Oefa - Zlato-oest - Miass - Tsjeljabinsk | 2986,4 km | AH6AH7            |
| M7     | Волга • Wolga          | Moskou - Vladimir - Nizjni Novgorod - Tsjeboksary - Kazan - Naberezjnye Tsjelny - Oefa | 2023,1 km |                   |
| M8     | Холмогоры • Cholmogory | Moskou - Jaroslavl - Vologda - Velsk - Bereznik - Archangelsk                          | 1355,2 km |                   |
| M9     | Балтия • Balticum      | Moskou - Letland A12                                                                   | 597,2 km  |                   |
| M10    | Россия • Rusland       | Moskou - Tver - Veliki Novgorod - Poesjkin - Sint-Petersburg                           | 725,7 km  | AH8               |
|        | Россия • Rusland       | Moskou - Tver - Poesjkin - Sint-Petersburg                                             | 672,8 km  |                   |
|        | Восток • Oost          | Moskou - Kazan                                                                         | 810 km    |                   |

Albanië · België · Bosnië en Herzegovina · Bulgarije · Cyprus · Denemarken · Duitsland · Finland · Frankrijk · Griekenland · Hongarije · Ierland · Italië · Kosovo · Kroatië · Litouwen · Luxemburg · Montenegro · Nederland · Noord-Macedonië · Noorwegen · Oostenrijk · Polen · Portugal · Roemenië · Rusland · Servië · Slovenië · Slowakije · Spanje · Tsjechië · Verenigd Koninkrijk · Wit-Rusland · Zwitserland · Zweden